# Lophostoma evotis
Lophostoma evotis — вид родини листконосові (Phyllostomidae), ссавець ряду лиликоподібні (Vespertilioniformes, seu Chiroptera).

## Середовище проживання
Країни поширення: Беліз, Гватемала, Гондурас, Мексика. Живе тільки в низинах. Зустрічається в зрілих і вторинних лісах низовини. Група з п'яти особин була знайдена в неактивному гнізді термітів, 3 м над землею, і один кажан був знайдений в будівлі.  

## Звички
Споживає жуків і коників. Літає по лісу підліском.

## Загрози та охорона
Немає серйозних загроз по всьому ареалу. Зустрічаються в природоохоронних районах.